# 바이킹

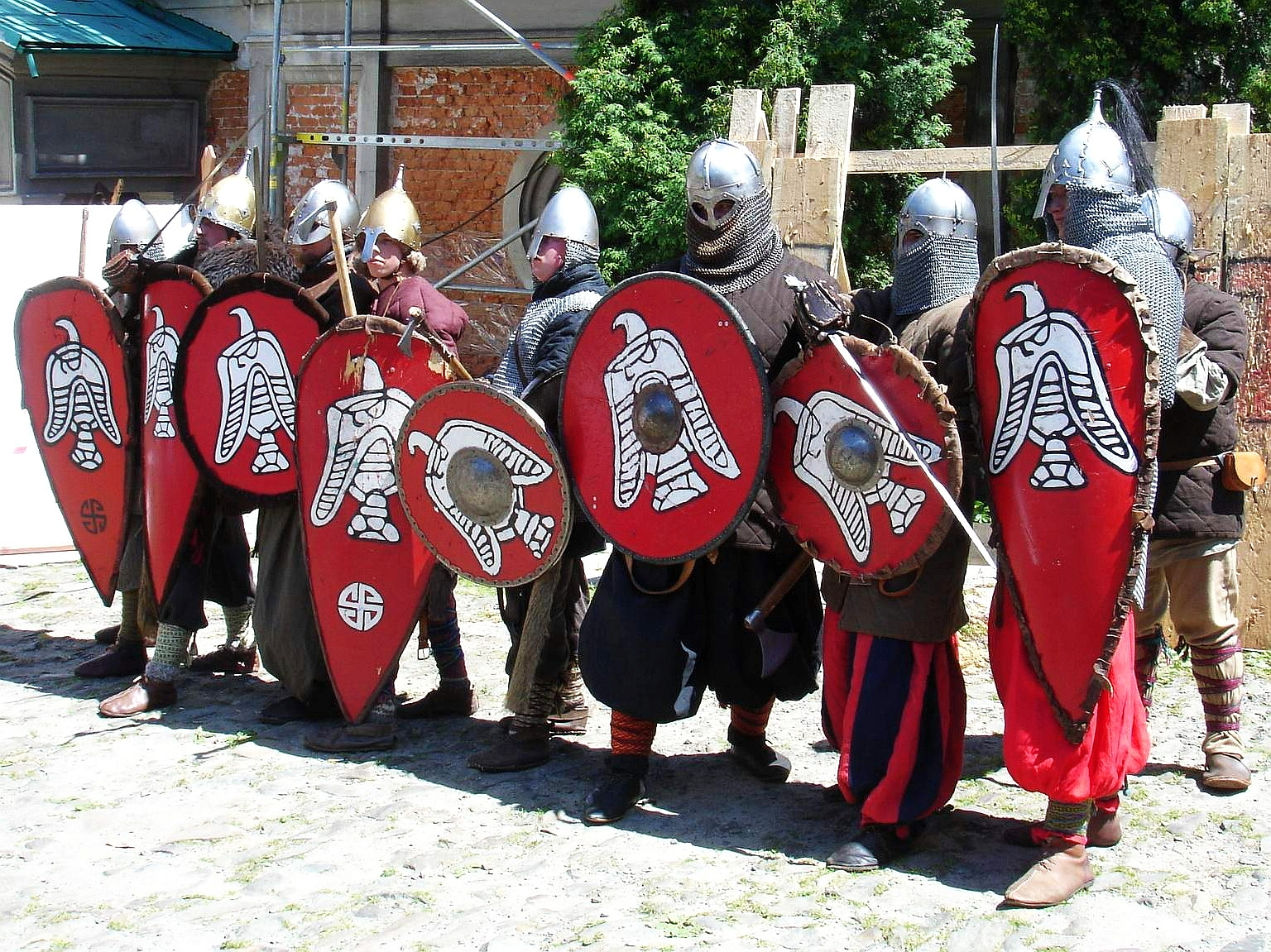
바이킹 리인액트

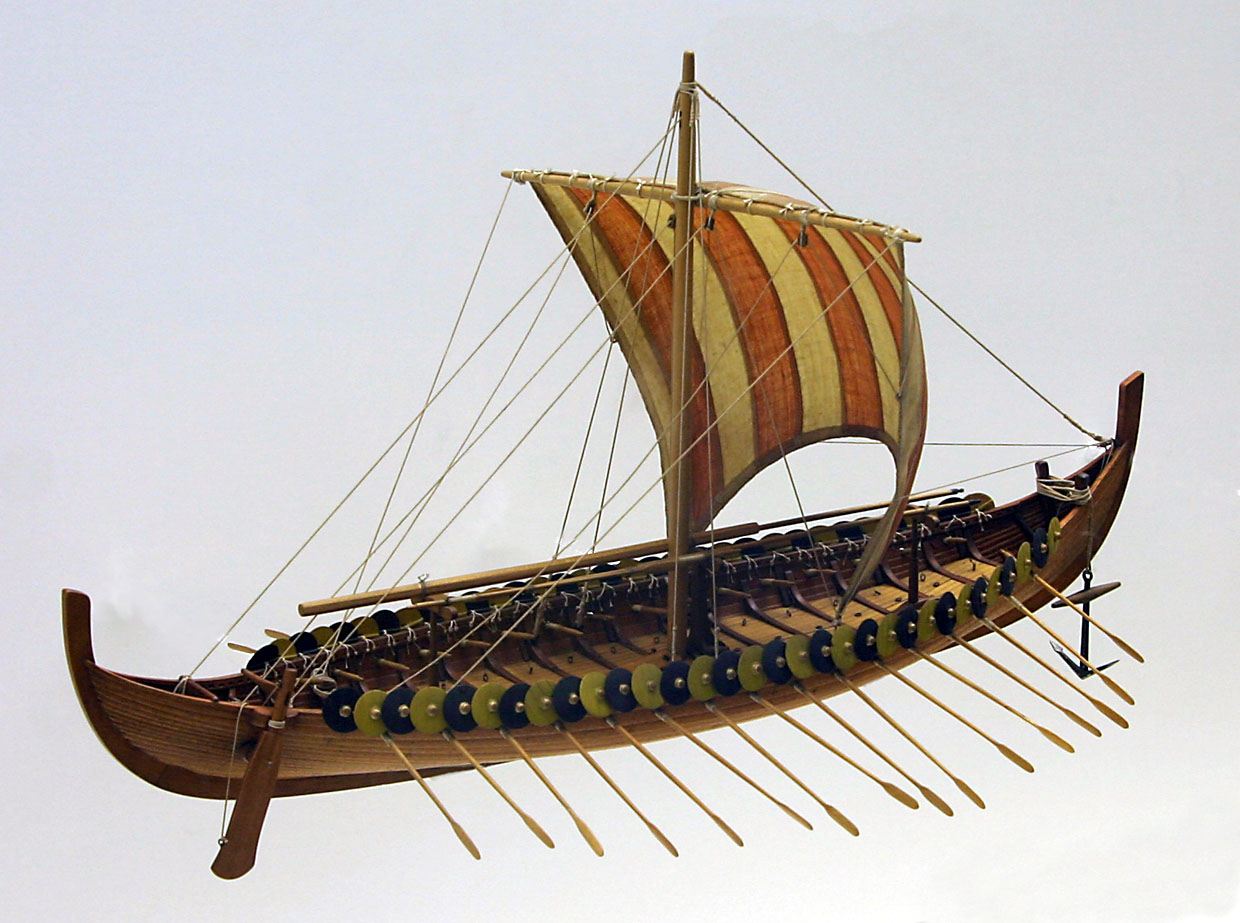
바이킹이 사용하던 배의 모델

바이킹(영어: Vikings, 노르웨이어: Vikinger, 덴마크어: Vikinger, 스웨덴어: Vikingar, 뉘노르스크: Vikingar, 아이슬란드어: Víkingar)은 노르드어 비킹(고대 노르드어: Vikingr)에서 유래한 표현이다. 북게르만족 노르드인이고, 노르드어를 사용하며, 고향 땅인 스칸디나비아로부터 8세기 말에서 11세기 말까지 북유럽과 중앙유럽까지 항해하며 교역하거나 약탈로 활보한 바닷사람을 가리켜 바이킹이라고 부른다. 바이킹이 활동한 시기를 바이킹 시대라고 한다. 노르드인들의 군사적 상업적 성장과 인구 팽창은 중세 스칸디나비아 뿐만 아니라 브리튼 제도, 아일랜드섬, 프랑스, 키예프 루스, 시칠리아 등 광범한 지역에 중요한 요소로 영향을 미쳤다.
롱쉽으로 대표되는 진보한 항해 기술로 인하여, 본거지인 스칸디나비아에서 멀리 떨어진 지중해 연안, 북아프리카, 중동, 중앙아시아까지 바이킹의 활동이 미친 적도 있었다. 바다와 강을 통한 탐험과 식민의 시기가 지난 뒤 바이킹들은 북서유럽, 동유럽, 북대서양 도서, 멀리는 북아메리카 북동해안에 이르기까지 각지에 정착했다. 이 시기 동안 노르드 문화가 다른 지역에 폭넓게 보급됨은 물론 역으로 외래 문화도 스칸디나비아에 영향을 미쳤다.

## 어원
"바이킹"의 어원은 확실치 않다. "작은 만"·"후미"를 뜻하는 고대 노르드어의 "vík"에 접미사 "-ing"이 붙은 데서 유래하였을 가능성이 있다. 그렇다면 "작은 만의 거주자", 특히 덴마크와 스웨덴 사이의 카테가트 만 쪽 비켄(Viken) 지역의 거주자라는 뜻이다. "비킹르(vikingr)"라는 단어는 스칸디나비아에 남겨진 룬 문자로 새겨진 금석문에 많이 발견된다. 하지만 이 단어가 처음 나타나는 곳은 6세기 또는 7세기의 고대 영어(앵글로색슨어) 시 "위드시스(Widsith)"이다. 때문에 또 하나의 설은 고대 영어의 "wíc" 즉 "무역도시"("마을"을 뜻하는 라틴어의 "vic"에서 유래)에서 왔다는 것이다. 이외에도 "떠나다."라는 뜻의 "avviker"에서 유래했다는 설이 있다. 고향을 떠나 바다로 나간 이들을 가리킨다는 것이다.
스웨덴의 작가 얀 기유(Jan Guillou)에 의하면 바이킹이라는 말을 긍정적 의미로 주로 사용하게 된 것은 에리크 구스타프 예이예르(Erik Gustaf Geijer)가〈바이킹(The Viking)〉이라는 시를 쓰면서부터였다. 오늘날 바이킹을 용감하고 호전적인 해양 전사로 생각하는 것은 당시의 정치적 이유와 관련이 깊다. 즉 1809년 스웨덴이 러시아와의 전쟁에서 600년간 스웨덴 영토였던 핀란드를 잃자 이를 회복할 자신감을 북돋기 위해 용감하고 영화로운 과거 역사를 창조할 필요가 있던 것이다. 예이예르가 회원으로 있던 예타회(Geatish Society)라는 단체는 용맹스런 바이킹 역사 창조에 큰 역할을 했다. 역시 예타회 회원이었던 작가 에사이아스 텡네르(Esaias Tegnér)는 사가문학 작품〈프리티오프 사가(Frithiofs Saga)〉를 근대적으로 개작해 북유럽과 영국, 독일에서 큰 인기를 얻어 바이킹에 대한 인식에 지대한 영향을 미쳤다.

## 역사

### 바이킹 시대

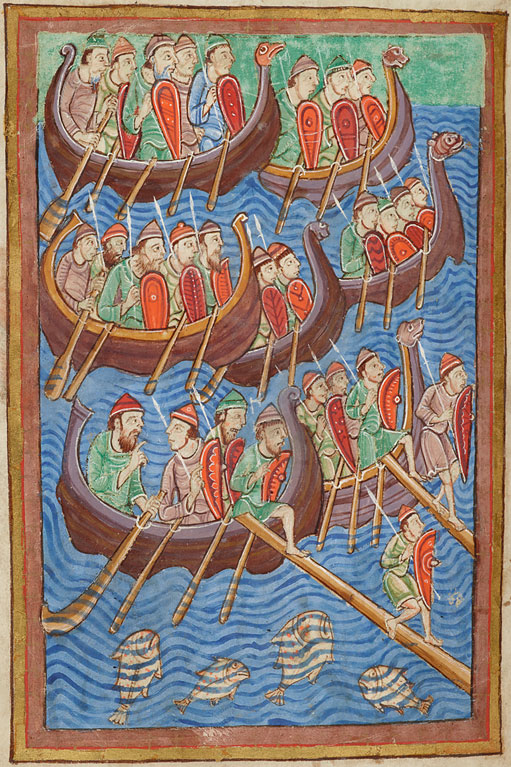
잉글랜드를 침략하는 것이 묘사된 항해 중인 노르드인. 12세기 Miscellany on the Life of St. Edmund의 채색 삽화 (피어폰트 모건 도서관)

스칸디나비아의 역사에서 바이킹 시대는 노르드인들의 약탈에 대해 가장 빨리 기록된 793년부터 1066년의 노르만인의 잉글랜드 정복까지 시기라고 여겨진다. 바이킹들은 노르웨이해와 발트해를 남쪽으로 향하는 해상로로 사용했다.
노르만인들은 10세기에 프랑스 북부 지역의 봉건 대영주권, 즉 노르망디 공작령을 수여받은 바이킹들의 후손들이었다. 이런 점에서, 바이킹의 후손들은 북유럽에서 계속해서 영향력을 지녔다. 마찬가지로, 최후의 앵글로색슨족 잉글랜드 왕 해럴드 고드윈슨도 덴마크인 조상을 두었다. 심지어는 두 명의 바이킹이 잉글랜드 왕위에 오르기도 했는데, 1013년부터 1014년까지 스웨인 포크비어드가 잉글랜드 왕위를 차지했고 그의 아들 크누트 대왕이 1016년부터 1035년까지 잉글랜드의 왕이었다.
지리학적으로, 바이킹 시대는 스칸디나비아 반도(오늘날 덴마크, 노르웨이, 스웨덴)뿐만 아니라 북게르만족의 지배에 있던 영토, 주로 노섬브리아 왕국의 잔재의 행정 중심지였던 요르비크 머시아 왕국의 일부, 이스트앵글리아를 포함한 데인로 지역을 포함한다. 바이킹 항해자들은 북쪽, 서쪽, 동쪽에 있는 새로운 땅으로 향하는 새로운 항로를 개척했고, 셰틀랜드, 오크니, 페로제도, 아이슬란드, 그린란드, 및 대략 1000년경 뉴펀들랜드에 일시적으로 존재했던 정착지인 랑스 오 메도즈 등에 독립적인 정착지들의 설립을 야기하였다. 그린란드 정착지는 중세 온난기 동안인 980년 무렵에 설립되었으며, 15세기 중엽의 이 정착지의 쇠퇴는 부분적으로 기후 변화에서 기인했을 수 있다. 바이킹의 류리크 왕조는 동유럽의 슬라브족과 핀우랄족들이 지배하던 영토를 차지했으며, 키예프를 882년에 합병하여 키예프 루스의 수도로 삼았다.
스웨덴 사절단이 비잔티움을 처음 방문했다고 알려진 839년부터, 스칸디나비아인들은 동로마 제국의 용병으로 복무했다. 10세기 말에, 동로마 황제의 새로운 호위 부대가 창설되었으며, 전통적으로 다수의 스칸디나비아인들을 포함한, 이 부대는 바랑기아 호위대로 알려져 있다. ‘바랑기아’라는 말은 고대 노르드어에서 유래했지만, 슬라브어와 그리스어에선 스칸디나비아인이나 앵글로색슨인을 가리킬 수도 있었다. 이 시기에, 스웨덴인 남성들은 동로마 제국의 바랑기아 호위대에 입대하기 위해 고향 땅을 떠났는데 이 숫자가 꽤나 많아서 베스테르예틀란드 지역의 중세 스칸디나비아 법률 베스티에탈라겐은 이런 이주를 막기 위하여 그리스 (스칸디나비아어에서 동로마 제국을 나타내는 말)에 머무는 동안 그 누구도 상속받을 수 없다고 선포하기도 했으며, 특히 키예프 루스 980–1060년, 런던 1018–1066 (티날리외) 이 두 곳의 다른 유럽 왕실에서 동시에 스칸디나비아인들을 고용했다.
바이킹들이 이슬람 제국의 중심지 바그다드에 도달했다는 고고학적 증거가 존재한다. 노르드인들은 교역 상품들인 털가죽, 상아, 선박 방수를 위한 바다표범 지방, 노예 등을 실고 볼가강을 정기적으로 다녔다. 이 시기 주요 교역항으로는 비르카, 헤더퓌, 카우팡, 요르비크, 스타라야라도가, 노브고로드, 키이우가 있었다.
스칸디나비아의 노르드인들은 교역, 약탈, 식민지 개척, 정복을 위해 바다와 강을 통해 유럽을 들쑤셨다. 이 시기 덴마크, 노르웨이, 스웨덴에 고향을 두고 떠난 노르드인들은 오늘날 페로 제도, 아이슬란드, 그린란드, 뉴펀들랜드, 네덜란드, 독일, 노르망디, 이탈리아, 스코틀랜드, 잉글랜드, 웨일스, 아일랜드, 맨섬, 에스토니아, 우크라이나, 러시아, 터키에 정착했을 뿐만 아니라, 현재의 스칸디나비아 국가 형성을 야기한 동화를 시작하였다.
바이킹 시대에, 오늘날 노르웨이, 스웨덴, 덴마크의 민족성들은 존재하지 않았고, 다소 지리적으로 떨어져 있긴 했지만 문화와 언어에서 상당히 같거나 유사했다. 스칸디나비아 왕들의 이름들은 바이킹 시대 후대의 부분에서만 확실히 알려져 있다. 바이킹 시대 이후, 별도의 왕국들이 민족으로서 뚜렷한 정체성을 점차 획득했고, 이는 기독교화와 관련되어 있다. 따라서 스칸디나비아에 있어 바이킹 시대의 종결은 상대적으로 짧은, 이들의 중세의 시작이라고 할 수 있다.

### 팽창

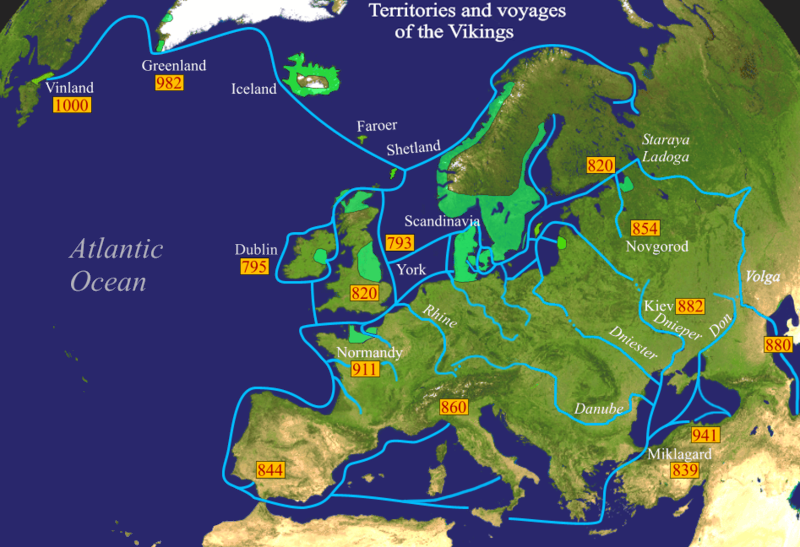
바이킹의 원정 (푸른색): 유럽 대부분, 지중해, 북아프리카, 소아시아, 북극권, 북아메리카에 걸친 엄청난 범위의 바이킹들의 항해를 묘사함. 911년에 바이킹 영토로 묘사된, 바스노르망디는 911년에 프랑크족 왕들이 롤로에게 수여한 땅이 아니였고, 오트노르망디가 수여된 땅이었다.

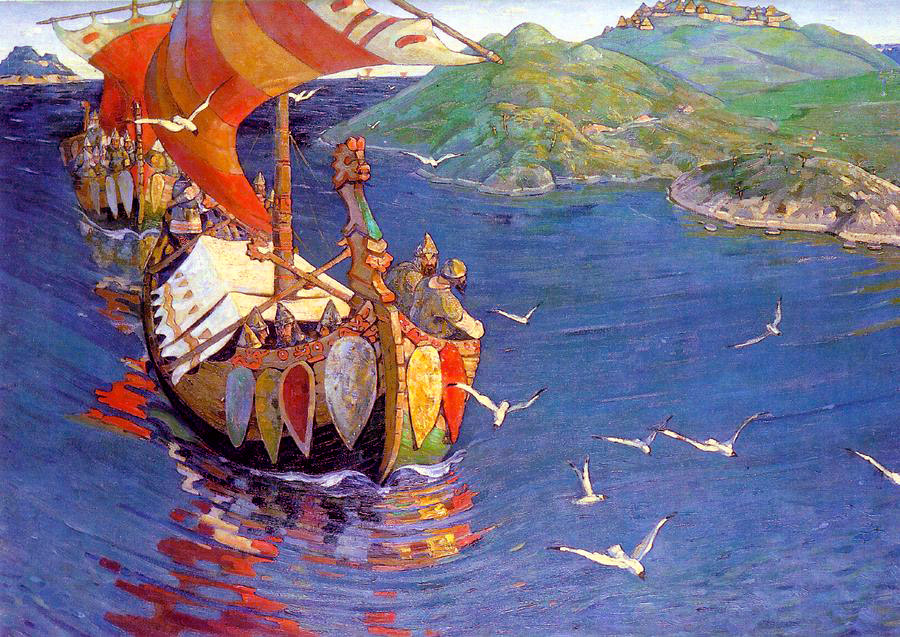
바랑기아인의 원정을 묘사한, 니콜라스 레리크의 바다 저편에서 온 귀객 (1901년작)

노르웨이 바이킹들의 아이슬란드 개척은 9세기에 시작됐다. 아이슬란드와 그린란드를 언급한 1차 자료는 1053년의 교황의 서신이다. 그로부터 20여년 후, 이 섬들은 브레멘의 아담의 Gesta에서 등장한다. 이 섬들이 기독교화가 이뤄진 1130년이 되어서야, 이 지역들의 역사 기록들이 사가와 연대기에서 현지인의 시선으로 기록되었다. 바이킹들은 북쪽의 섬들과 북대서양의 해안가들을 탐험했고, 남쪽으로는 북아프리카, 동쪽으로는 키예프 루스 (오늘날 우크라이나, 벨라루스), 콘스탄티노플, 중동 지역으로 향했다.
바이킹들은 넓은 지역들에 대해 원정을 가고, 약탈을 하고, 교역을 하고, 용병으로 활동했으며, 식민지를 세웠다. 초기 바이킹들은 원정 후에는 그들의 고향으로 돌아갔을 것이다. 말기에 이르러서는, 이들은 다른 땅에 정착하기 시작했다. 붉은 에리크의 후계자인 레이프 에릭손 휘하의 바이킹들은 북아메리카에 도달했고 오늘날 캐나다 뉴펀들랜드주의 랑스 오 메도즈에 단기간 유지됐던 정착지들을 세웠다. 이 팽창은 중세 온난기 동안에 이뤄졌다.
유럽 대륙에 대한 바이킹의 팽창은 제한적이었다. 이들의 영역은 남쪽으로 강력한 민족들과 마주하고 있었다. 일찍이, 오늘날 북독일이었던 곳에 위치한 삭소니아에 색슨족들이 자리잡고 있었다. 색슨족들은 호전적이고 강력했던 민족들로, 종종 바이킹들과 분쟁을 겪었다. 색슨족의 압박에 대응하고 자신들의 지위를 강화하기 위해, 데인족들은 헤더퓌 주변에 데네비어케라는 거대한 요새 시설을 구축했다.
바이킹들은 30년간 이어진 772–804년의 색슨 전쟁에서 색슨족들이 샤를마뉴에게 무력으로 굴복한 것을 목격하였다. 색슨족의 패배는 강제적인 기독교화와 삭소니아의 카롤링거 제국으로 흡수라는 결과를 일으켰다. 프랑크인들에 대한 두려움은 바이킹들이 데네비어케를 더욱 증축하게 하였고, 이 방어시설은 바이킹 시대에 걸쳐 그리고 심지어 1864년까지도 사용되었다.
발트해 남쪽 해안 지역은 카롤링거 제국, 시간이 흘러서는 프랑크 제국에 충성하던 슬라브 부족 연맹 오보트리티족이 지배하고 있었다. 구드프레드 왕이 이끄는 바이킹들은 서기 808년에 발트해 남쪽 해안에 있던 오보트리티의 도시 레리크를 파괴했고 그곳을 왕래하던 상인들과 교역상들을 헤더퓌로 이동시켰다. 이 공격은 발트해에서 바이킹들의 우위를 확고히 했고, 바이킹 시대 동안 이 지위는 유지되었다.
최초의 바이킹 약탈에 대한 기록은 앵글로색슨 전기에 나오는데 789년 포틀랜드(Portland)가 습격당했다는 기록이다. 좀 더 확실한 기록은 793년 잉글랜드 동쪽 해안의 린디스판(Lindisfarne)에 있는 수도원이 약탈당했다는 기록이다(보통 이를 최초의 바이킹 약탈 기록으로 거론한다.). 그 후 200년간 유럽사는 바이킹과 그들의 약탈에 대한 기록으로 점철되었다.
아일랜드와 스코틀랜드의 해안이 바이킹의 영향권에 들어갔으며 잉글랜드 영토의 태반이 바이킹(데인족) 지배하에 들어갔다(데인로 참조). 바이킹들은 프랑스와 스페인의 강을 거슬러 올라갔으며 발트해 연안, 러시아, 벨라루스, 우크라이나 등을 장악하였다. 9세기 초, 바이킹은 대형 보트를 몰고 프랑스의 론강이나 센강을 비롯한 내륙 수로를 따라 공격을 감행했다. 샤를 3세(재위:898년 ~ 922년)의 통치 기간 동안에, 노르웨이 출신 바이킹 롤로와 덴마크 출신 베르나르 르 다누아가 이끄는 노르만족이 파리로부터 흐르는 센강 하류의 양안에 정착하였고, 그로 인해 그 지역의 이름이 노르망디가 되었다.(→중세 프랑스) 지중해와 동쪽 카스피해에까지 바이킹 습격이 있었다.

### 바이킹 지역
바이킹이 건설한 도시로는 잉글랜드의 요르비크(현 요크), 러시아의 스타라야라도가와 노브고로드, 벨라루스의 폴라츠크, 우크라이나의 키이우, 아일랜드의 더블린 등이 있다.
덴마크 출신 바이킹들은 프리슬란트, 프랑스, 잉글랜드 남쪽에 진출했다. 1013년 - 1016년에는 크누트 대왕이 잉글랜드 왕위에 있었다.
스웨덴 출신 바이킹(스비아인)들의 일파인 바랑기아인들은 동쪽 발트족과 핀족 그리고 슬라브족의 땅(오늘날의 발트해 연안, 러시아, 벨라루스, 우크라이나)에 진출한 후 토착민들인 동슬라브족에 동화되며 루스인으로 발전하였으며 그 후 류리크가 최초의 루스인 국가를 건설하였다. 이 지역의 강을 따라 흑해, 콘스탄티노폴리스(현 이스탄불), 동로마 제국에까지 진출하였다.
노르웨이 출신 바이킹들은 주로 북서쪽과 서쪽으로 향해 페로 제도, 셰틀랜드 제도, 오크니 제도, 아일랜드, 영국 북부와 아이슬란드에 진출하였다. 아일랜드와 영국을 제외하고는 거의 대부분 무인도거나 거주자가 거의 없는 상태였으며 노르웨이인들은 그 곳에 정착하였다. 붉은 에이리크는 그린란드를 발견하여 정착이 이루어졌다.
1000년경에는 비아르니 헤리올프손(Bjarni Herjólfsson)이 북아메리카를 발견하였다. 붉은 에이리크의 아들 레이프 에이릭손과 토르핀 칼세프니(Þórfinnur Karlsefni)가 그린란드로부터 정착을 시도하였다. 그들은 발견한 땅을 빈란드(Vinland)라고 불렀다. 뉴펀들랜드섬 북쪽 반도에 있는 랑스 오 메도즈 근처에 소규모 정착촌이 시작되었지만 원주민들과의 마찰과 기후 변화로 몇 세대 이상은 지속되진 못하였다. 랑스 오 메도즈의 고고학 유적지는 현재 유엔 지정 세계문화유산이다.
바이킹의 해외 진출이 최고점에 달했을 때 북반구가 수백 년 동안 유난히 추워지게 된 소(小)빙하 시대가 시작되었다는 것이 정설로 받아들여지고 있다. 이 때문에 그린란드의 식민지는 몇 백 년을 못가고 몰락했으며 바이킹의 서부 진출도 멈추었고 바이킹의 고향도 타격을 받았다.

## 문화
다양한 자료들이 바이킹들의 문화, 활동, 신앙 등을 밝히고 있다. 바이킹들이 일반적으로 문헌적인 유산을 만들어내지 않는, 비문자 문화권이긴 했지만, 이들은 문자가 있었고 룬돌에 자신들과 자신들의 세계를 묘사했다. 바이킹들에 대한 대부분의 동시대 문헌들과 기록들은 이들과 접촉했던 다른 문화권들의 것들이다. 20세기 중반부터, 고고학적 발견 성과들이 좀 더 완벽하고 균형잡힌 바이킹들의 삶의 모습들을 구축하고 있다. 고고학적 기록들은 특히나 풍부하고 다양하며, 이들의 교외 및 도심, 공예 기술, 생산품, 선박, 군사 장비, 교역망 또한 이들의 전통 신앙 및 기독교 신앙에 대한 유물과 관습에 관한 지식들을 전한다.

### 문학과 언어

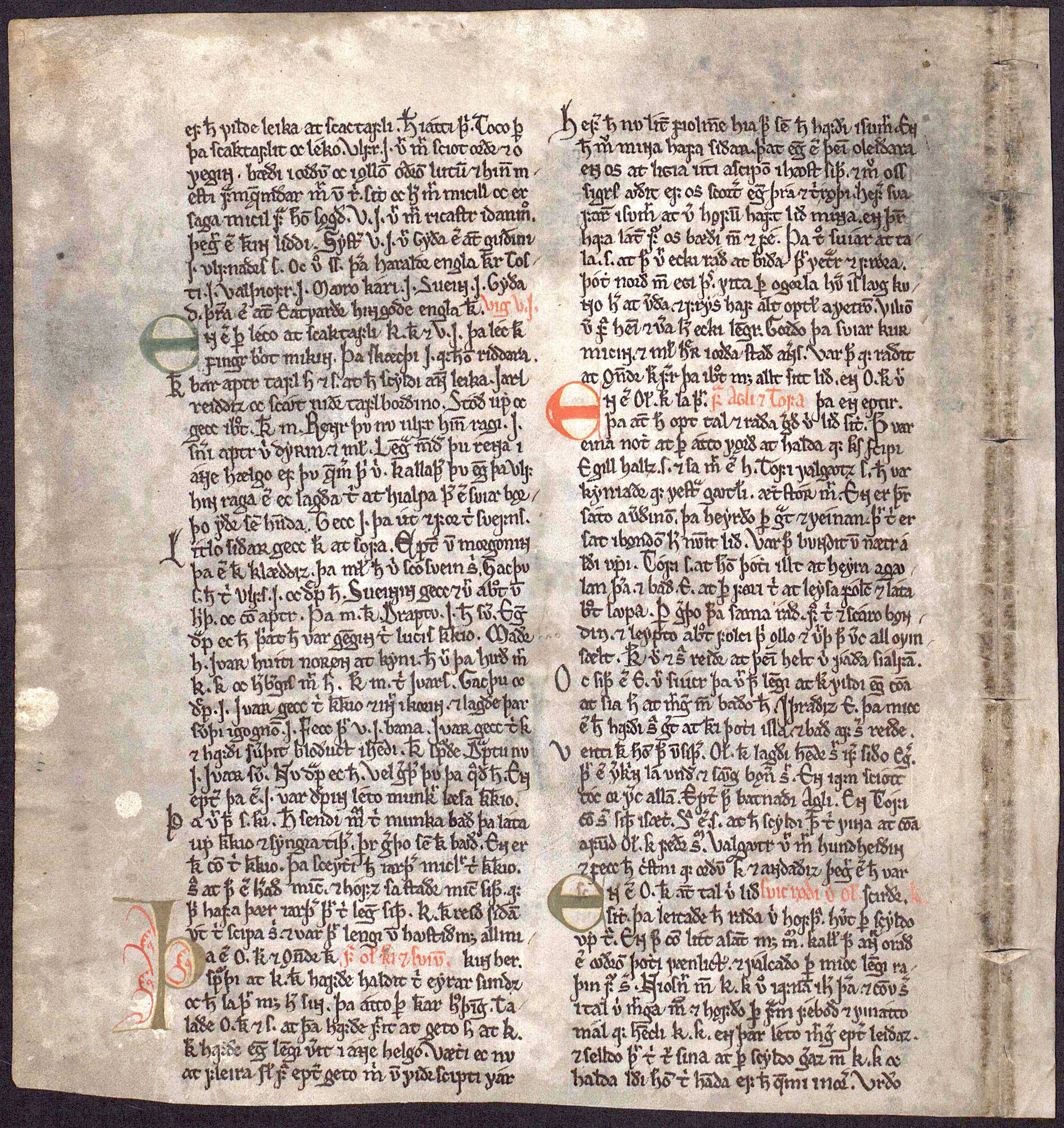
1260년경에 스노리 스투를루손가 쓴 《헤임스크링글라》의 현존하는 몇 안되는 필사본의 일부. 이 장에서는 올라푸르 왕의 이야기를 전한다.

바이킹에 대한 가장 중요한 1차 자료는 스칸디나비아와 바이킹들이 활동했던 지역들의 동시대 문헌들이다. 라틴어로 쓰인 문서들이 기독교와 같이 스칸디나비아에 전래되면서, 11세기 후반과 12세기 초 이전에 스칸디나비아의 현지 문서 자료들이 일부 존재하였다. 스칸디나비아인들은 룬 문자로 명각에 기록을 하기는 했지만, 이 기록들은 대개 아주 짧고 형식적이었다. 대부분의 동시대 문헌 자료는 보통 바이킹들의 활동으로 부정적인 영향을 입은 작가들이 남긴, 기독교인들과 이슬람교 지역 사회의 기록물들로 이뤄졌다.
바이킹과 바이킹 시대에 대한 후기 문서 자료들은 이들과 이들의 문화를 이해하는 데 있어 물론 중요하지만, 이 자료들은 그럼에도 조심스럽게 다뤄야 할 필요가 있다. 교회의 강화 및 11세기와 12세기에 중세 기독교 문화라는 대세로 스칸디나비아와 바이킹의 식민지들의 동화 이후에, 현지 문헌들이 라틴어와 고대 노르드어로 등장하기 시작했다. 아이슬란드에 있는 바이킹 식민지에선, 12세기부터 14세기까지 예외적으로 토착 문학이 융성했고, 바이킹 시대와 연관되는 많은 전승들이 아이슬란드 사가에 처음으로 기록되었다. 바이킹과 과거 스칸디나비아의 대한 이 당시 중세 산문 묘사들의 해석은 의심의 여지가 있지만, 이 문헌들에 남아있는 10-11세기 궁정 시인들이 전한 풍부한 양의 스칼드 시들, 공개된 가계도, 자아상, 윤리가치 등 값어치가 있다고 여길만한 많은 상세한 요소들이 남아있다.
간접적으로, 바이킹들은 과거 자신들의 영향권에서 발견되는 많은 고대 노르드어 지명들과 단어들 통해서, 자신들의 언어, 문화, 활동에 대한 열린 창을 남겨두기도 했다. 이런 지명들은 오늘날에도 여전히 사용되고, 거의 변화하지 않았으며, 이들이 정착했던 장소들과 특정 지명이 무엇을 의미하는가를 알리고 있다. 여기에 포함되는 지명 예시에는 에길세이 (에이길의 섬을 뜻하는 Eigils ey에서 유래), 옴스커크 (옴스 교회 혹은 벌레의 교회를 의미하는 Ormr kirkja에서 유래), 멜즈 (사구를 뜻하는 merl에서 유래), 스니퍌 (강설), 레이븐스카 (까마귀 바위), 빈란드 (포도주의 땅 혹은 윈베리의 땅), 카우팡게르 (시장 항구), 토르스하운 (토르의 항구) 및 오딘이 숭배되는 곳을 의미하는, 종교적 중심지였던 오덴세 등이 있다. 바이킹의 영향력은 오늘날 맨섬의 틴월드 의회 형태처럼 관념 면에서도 명백하다.
평일의 명칭들 (토르의 날을 뜻하는 Thursday/써스데이, 프레이야의 날을 뜻하는 Friday/프라이데이, 오딘 또는 오덴의 날을 뜻하는 Wednesday/웬즈데이, 1 대 1 결투 및 법률과 정의에 대한 노르드의 신 티르의 날을 의미하는 Tuesday/화요일), axle, crook, raft, knife, plough, leather, window, berserk, bylaw, thorp, skerry, husband, heathen, Hell, Norman,  ransack 같은 영어권의 일상 생활에서 흔히 쓰이는 영단어들은 바이킹들의 고대 노르드어에서 발생했고 이들과 브리튼제도의 사람들 및 문화의 상호작용을 이해하는 기회를 제공한다. 셰틀랜드 및 오크니 등의 북방군도에선, 고대 노르드어가 지역 언어를 완전히 대체했고 시간이 흘러선 현재는 사멸한 노른어로 발전했다. 요크 (마구간), 스완지 (스베인의 섬) 또는 토크빌 (토키의 농장) 같은 노르망디 지역의 지명들 같은 일부 현대어들과 명칭은 중세 혹은 그 후대의 기록들에서 나온 어원들에 대한 좀 더 세심한 연구가 이뤄진 후에야 명백해지고 이해를 하는 데 기여하였다.
언어학과 어원학적 연구들은 이들이 만나고, 교역하고, 공격했거나 해외 식민지에서 같이 살았던 다른 민족들과 어떻게 상호적용했는지에 대한 중요한 정보를 계속해서 제공한다. 많은 고대 노르드어의 관계성들은 오늘날 스웨덴어, 노르웨이어, 덴마크어, 페로어, 아이슬란드어에서 명백하다. 고대 노르드어는 동유럽의 바이킹 정착지의 슬라브어에는 어떠한 영향력도 미치지 못 했다. 이 이유에 대해선 두 언어 간의 차이가 몹시 컸다는 것, 이 지역에서 루스 바이킹들이 좀 더 평화적인 방식으로 결합되었다는 것, 바이킹들의 수가 열세였다는 사실 등으로 추측되고 있다. 노르드인들은 드니프로강의 몇몇 급류들에 이름을 붙이고는 했으나, 현재의 명칭들로는 그 명명한 급류들을 거의 알 수 없다.

#### 룬돌
바이킹 시대의 노르드인들은 룬 문자(runor)라고 하는, 소릿값을 기반으로 한 정형화되지 않은 문자를 읽고 쓰고 사용할 줄 알았다. 바이킹 시대에 종이에 쓰인 룬 문자는 얼마 없지만, 룬 문자 명각들이 새겨진 수 천 개의 돌들이 바이킹들이 살았던 곳에서 발견되고 있다. 이 룬돌들은 보통 죽은 사람을 기리는 것이지만, 그럼에도 무덤에 필수적으로 놓인 것은 아니었다. 룬 문자 사용은 15세기까지 계속됐고,  라틴 문자와 같이 사용됐다.
룬돌은 스칸디나비아에서 불균형적으로 분포되어 있는데, 덴마크에선 250여 개 , 노르웨이에선 50여 개가 있지만, 반면 아이슬란드에서는 하나도 존재하지 않는다. 스웨덴은 정의에 따라 많으면 1,700개에서 2,500개 사이가 존재한다. 스웨덴의 우플란드 지역은 많으면 돌에 새겨진 명각 1,196개로 최대가 집중되어 있고, 쇠데르만란드는 두 번째로 많은 391개가 있다.
바이킹 시대 룬 문자 명각의 대다수는 스웨덴에서 발견되었다. 서유럽의 여러 전쟁에 대해 전하는 슐라 룬돌 및 동유럽의 한 군사 집단을 언급하는 투링에 룬돌 같은 스칸디나비아의 많은 룬돌들은 바이킹들의 원정에 참가했던 인원들의 이름을 기록하였다.
다른 룬돌들은 바이킹 원정 중에 사망한 이들에 대해서도 언급한다. 이런 룬돌에는 스웨덴의 대략 30개 룬돌로 구성된 룬돌군인 잉글랜드 룬돌 (스웨덴어: Englandsstenarna)이 있으며, 바이킹 시대 잉글랜드 원정에 대하여 나타낸다. 이 룬돌군은 다른 나라의 원정에 대해 언급하는 룬돌군 중에 최대 규모 중 하나이며, 대략 30개인 그리스 룬돌군과 26개 잉바르 룬돌군 등만이 수에서 비교될만하며, 잉바르 룬돌군은 중동 지역에 대한 바이킹 원정을 나타낸다. 이 룬돌들은 소 푸타르크로 된 고대 노르드어로 새겨졌다.

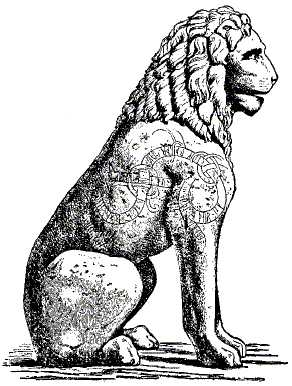
굴곡진 린트부름가 그려진 피레아스 사자. 이 사자상의 룬 문자는 동로마 황제의 용병들인 바랑기아인으로 보이는, 스웨덴인 전사에 대해 전한다.

옐링 스톤은 960년과 985년 사이에 새겨졌다. 이 중에 가장 오래되고 작은 것은 마지막으로 전통 신앙을 유지했던 덴마크 왕인 고름 가믈리가 왕비 튀레를 추모하며 세운 것이다. 커다란 것은 그의 아들 하랄드 블라톤이 덴마크와 노르웨이 정복과 데인인들의 기독교 개종을 기념하며 세운 것이다. 이 룬돌은 세 면으로 되어 있으며, 한 면에는 동물의 형상, 십자가에 못 박힌 예수 그리스도의 형상, 세 번째 면에는 다음의 명각들이 새겨져 있다:
하랄드르 왕은 그의 아버지 고름르와 그의 어머니 튀르베를 추모하며 이 기념비를 지으라 명했으며, 하랄드르는 덴마크와 노르웨이 전역을 자기의 것으로 만들고 데인인들을 기독교인들로 만들었다.

룬돌들은 바스, 그리스 (일반적으로 바이킹들이 동로마 제국의 영토를 나타내는 법), 콰레즘, 예루살렘, 이탈리아 (Langobardland), 세르클란드 (무슬림들의 나라), 잉글랜드 (런던 포함), 동유럽의 여러 장소들 등에 대한 원정을 알려주기도 하였다. 바이킹 시대 명각들은 또한 맨섬의 맹크스 룬돌군에서도 발견되고 있다.

#### 현대의 룬 문자 사용
마지막까지 룬 문자를 사용한 것으로 알려진 이들은 스웨덴의 달라르나 지방의 엘브달렌이라는 곳에 거주했던 엘브달렌인들이라는 고립된 인구 집단이다. 이들은 엘브달렌의 독특한 언어인 엘브달렌어를 구사했다. 엘브달렌어는 고대 노르드어에 훨씬 가깝게 발전하며, 다른 스칸디나비아의 언어들과 차이점을 보였다. 엘브달렌인들은 늦으면 1920년대에 들어서서 룬 문자 사용을 중단했다. 이로 인해 룬 문자 사용은 세계 다른 어떤 곳보다 엘브달렌에서 오래 지속되었다. 엘브달렌어 룬 문자 기록에 마지막으로 알려진 것은 1929년 이후의 것이다. 이 룬 문자들은 달라르나 지역 룬 명각에서도 발견되는 룬 문자인 달라르나 룬의 변형 형태이다.
인습적으로 스웨덴어의 방언이라 여겨지지만, 몇몇 문법은 서부 스칸디나비아의 방언에 가깝기에, 엘브달렌어는 상호 의사소통성의 기준에 따라 별개의 언어이다. 상호 의사소통성이 없지만, 스웨덴에서 실시되는 엘브달렌 지역의 학교 및 공공 기관들로 인하여, 엘브달렌 사람들은 이중언어화자들이고 스웨덴어도 현지인 수준으로 구사한다. 스웨덴어만을 모어로 구사하여, 엘브달렌어를 이해하고 구사하지도 못하는 현지인들도 흔하다. 엘브달렌은 17-18세기 기간에 고유의 문자를 지녔다고 말해질 수 있으며, 오늘날에 엘브달렌어 화자들은 2,000-3,000명 정도이다.

### 선박
모든 크기의 바이킹 선박들에 관한 고고학적 발견물들이 존재하며, 이 발견물들은 바이킹 선박들을 만드는 데 들어가는 기교에 관한 정보를 전해준다. 다양한 용도를 목적으로 만들어진, 많은 선박들이 존재하며, 이 중에 가장 유명한 유형은 아마 롱십일 것이다. 롱십은 군사 및 탐험 용도로 의도되었고, 속도와 민첩함에 맞춰졌으며, 항해를 보완할 노를 갖추어, 바람에 의존하지 않고 항해가 가능하게 하였다. 롱십은 얕은 물에서 상륙과 병력 배치를 유용하게 하는 기다랗고 좁은 선체와 낮은 흘수를 갖췄다. 롱십은 스칸디나비아의 방어용 함대 체제인 레이당 방식으로 폭넓게 활용되었다. 롱십은 노르드인들이 바이킹처럼 행동하게 해주었는데, 이는 왜 이런 선박 유형이 바이킹의 개념과 거의 동일시하게 되었는지를 설명한다.
바이킹들은 보통 평화로운 용도로 사용되는, 많은 독특한 형태의 선박들을 만들었다. 크노르는 대규모의 많은 화물들을 실을 수 있도록 고안된 상업용 선박으로 용도의 배이며, 넓은 선체와 깊은 흘수, 적은 수의 노 (주로 항구와 비슷한 상황에서도 사용됨) 들을 갖췄다. 바이킹들의 혁신 중 하나는 '베이타스'라고 하는 돛에 단 원재로, 역풍에서도 효과적으로 항해를 하게끔 해주었다. 배에서 해변으로 선원과 화물을 운송하는 용도로 조그만 배를 끌고 다니거나 보유하는 것이 항해를 하는 바이킹들에게 흔하기도 했다.
선박들은 바이킹 문화에서 필수적인 영역이다. 선박들은 바다와 바닷길 너머로 일상적 수송과, 미지의 땅으로 탐험, 약탈, 정복, 이웃한 문화권과 교역을 촉진하였다. 또한 중요한 종교적 중요성도 띠었다. 고위 신분의 사람들은 노르웨이의 고크스타 및 오세베르그의 매장된 선박들과 덴마크의 라드뷔에서 발굴된 매장된 배에서 확인되었듯이, 이따금식 짐승 공양, 무기, 비축물 및 다른 물건들과 같이 배에 묻혔다. 배 무덤은 에스토니아의 사레마섬에서 발굴된 살메 선박에서 확인되었듯이, 바이킹들 사이 널리 행해졌다.
롱십과  크노르 모두가 있는, 보존 상태가 좋은 다섯 척의 바이킹 선박 잔해가 1960년대 말 로스킬레에서 발굴되었다. 이 선박들은 11세기에 운수로를 막아 당시 덴마크의 수도였던 로스킬레를 해상 공격에서 보호하도록 침몰되었다. 선박의 잔해들은 로스킬레 바이킹 선박 박물관에서 전시 중이다.
2019년에, 고고학자들은 감라 웁살라에서 두 척의 배 무덤을 발굴했다. 이들은 또한 이 선박 중 하나가 다른 부장품들과 함께 사람과 개, 말의 유해가 있다는 것을 발견하였다. 이 유물은 이 지역 바이킹 공동체의 장례 의식을 규명하고 있다.

### 일상 생활

#### 사회 구조

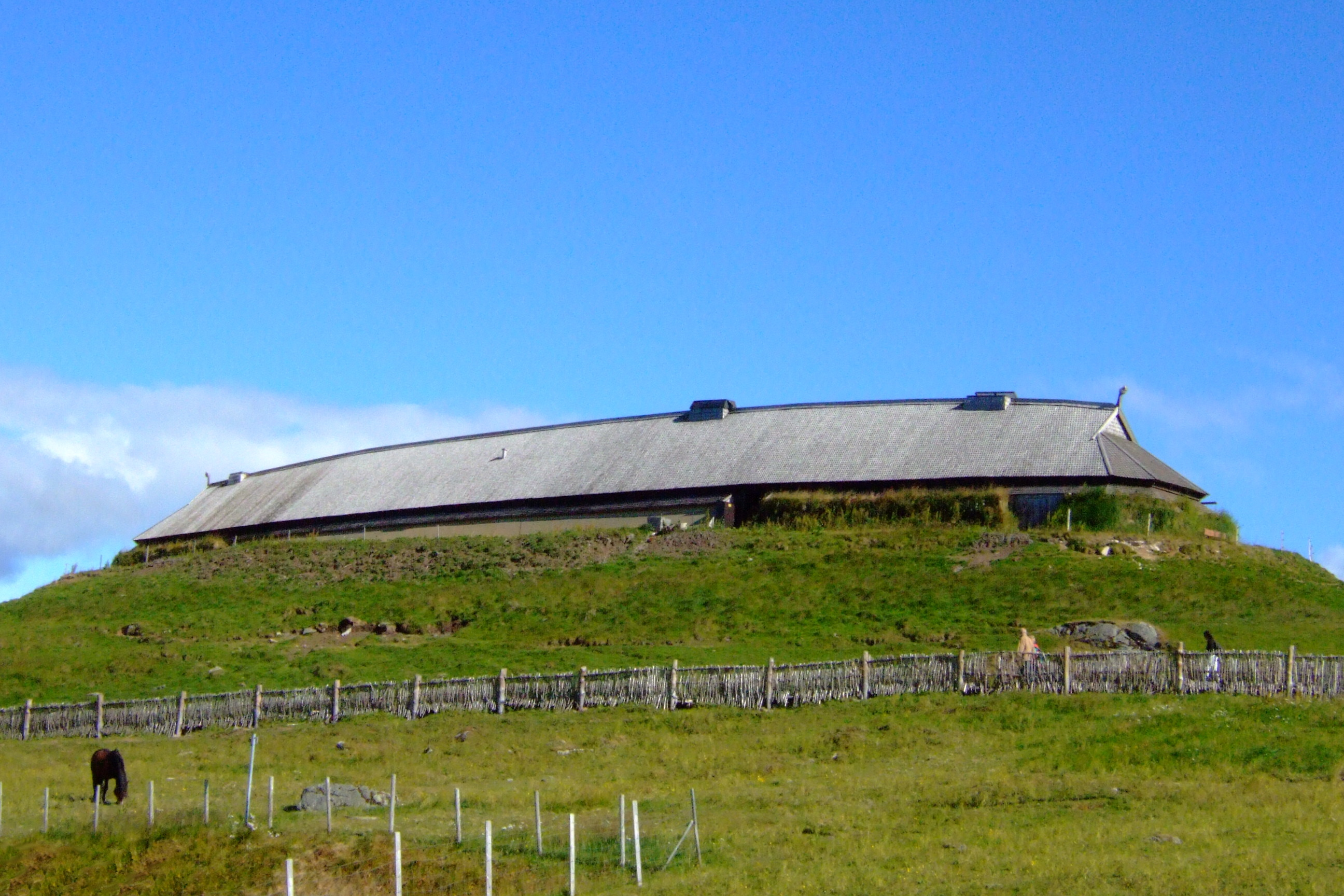
노르웨이 로포트르 바이킹 박물관에 있는 족장의 복원된 커다란 저택

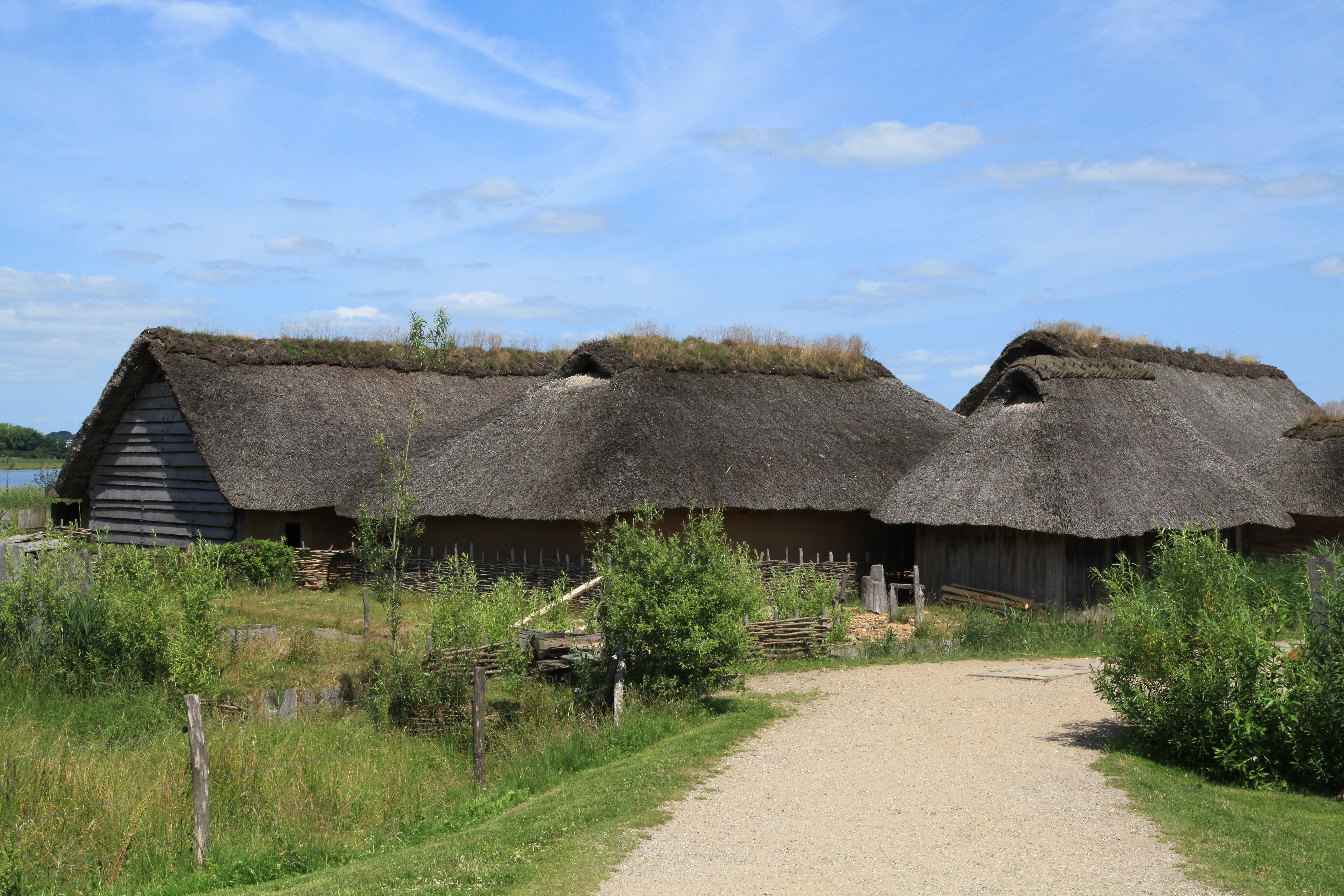
헤더퓌 (현 독일)에 있는 복원된 주택들

바이킹 사회는 스랄, 카를, 야를 등 세 개의 사회-경제 계급으로 나뉘었다. 이 구분은 〈리그의 광상시〉라는 《고 에다》에서 생생하게 묘사되며, 또한 헤임달이라고도 알려진 인류의 아버지 리그가 이 세 개의 계급을 만들어냈다고 설명한다. 고고학에서도 이 사회 구조를 받아들이고 있다.
스랄은 최하위 계층들이고 노예들이었다. 노예들은 많으면 인구의 4분에 1만큼을 차지했다. 노예제는 일상의 허드렛일과 대규모의 건축 활동 및 교역과 경제 등 바이킹 사회에서 매우 중대하였다. 스랄들은 농장 및 카를과 야를들의 커다란 가정에서 종복들이자 노동자였고, 이들은 요새시설, 경사로, 운하, 봉분, 도로 건설 및 유사한 중노동 작업들에 사용되었다. 〈리그의 광상시〉에 의하면, 스랄들은 경멸받고 무시당하였다. 새로운 스랄들은 스랄들의 자녀들이나 외국에서 잡혀온 자들로 보충되었다. 바이킹들은 유럽 약탈 시에 스랄로 삼기 위하여 종종 의도적으로 많은 사람들을 포로로 잡았다. 그 뒤에 스랄들은 배를 타고 스칸디나비아로 데려와져, 필요로 한 건축물을 짓는 데 사용되거나 종종 아랍인들에게 은을 대가로 팔리기도 하였다. 스랄들에 대한 다른 명칭들로는 'træl'과 'ty' 등이 있다.
카를은 자작농들이다. 이들은 농장, 토지, 가축들을 보유했고 땅을 일구고, 가축의 젖을 짜며, 집과 수레를 만드는 등의 일상 업무에 종사했으나, 수지를 맞추기 위해 스랄들을 사용했다. 카를의 다른 명칭들에는 'bonde' 혹은 단순히 자유민 등이 있다.
야를은 바이킹 사회의 귀족 계층들이다. 이들은 부유했고 거대한 주택과 말, 많은 스랄 들과 함께 넓은 사유지를 지녔다. 스랄들이 일상적인 허드렛일의 대부분에 종사하는 한편, 야를들은 행정 및 정치, 사냥, 스포츠 활동을 했고 다른 야를들을 방문하거나 해외로 원정을 떠났다. 많은 발굴지에서 밝혀지고 있듯이, 야를이 죽고 매장될 때, 이들 가정의 스랄들은 이따금식 제물로 받쳐져 죽임을 당하고 야를 옆에 묻혔다.
일상 생활에선, 전반적인 사회 구조 내에 많은 중간 계급들이 존재했으며, 일부 사회 유동성이 있었음이 틀림없다고 여겨진다. 이에 대한 자세한 정보는 불명확하지만,  hauldr, thegn, landmand 등의 직위와 계급들은 카를과 야를 사이에 유동성이 있었음을 보여준다.
다른 사회 구조에는 민간 및 군사 영역에서 félagi라는 인원들이 의무적으로 종사하는 félag라는 공동체가 있었다. félag는 특정 교역 중심지, 공동 소유의 바닷배 또는 특정한 지도자 휘하의 군사적 의무에 배치될 수 있었다. 이 중에 군사적 의무에 놓인 이들은 전사를 뜻하는 단어인 drenge라고 일컬어졌다. 또한 도심, 시골 마을, 방어 시설, 종교, 법적 체계, 팅그 내에서도 공식적인 공동체들이 존재했다.

#### 여성

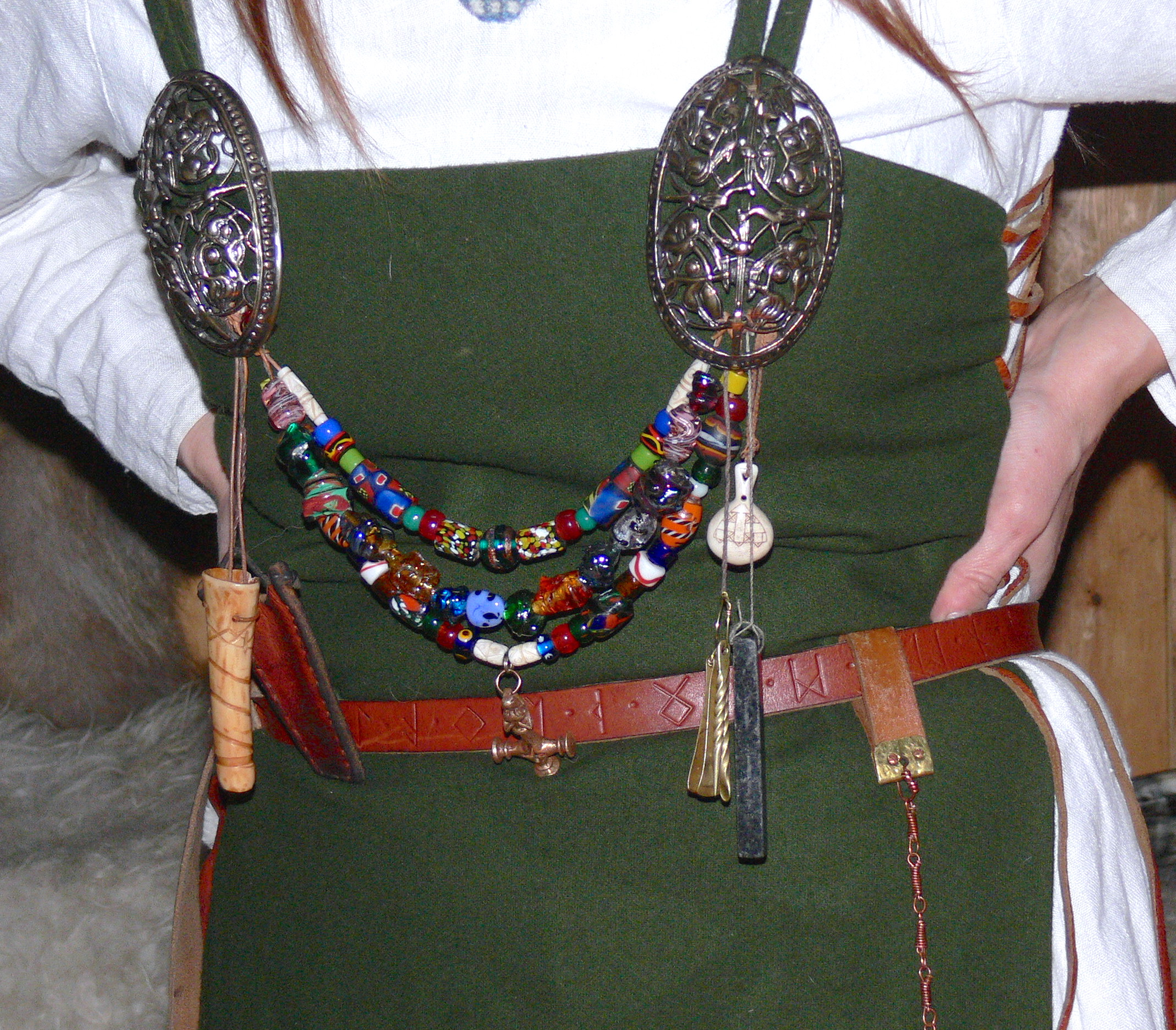
카를과 야를 여성들이 착용했던 전형적인 장신구들인 은으로 장식된 브로치, 색유리구슬과 아뮬렛

중세 유럽의 다른 곳들처럼, 바이킹 사회의 대부분 여성들은 자신들의 남편과 아버지에 종속되어 있었고 정치적 권력도 거의 없었다. 그러나, 문헌 자료들은 바이킹 여성들을 독립성과 권한을 지닌 이들로 표현한다. 바이킹 여성들은 아이슬란드의 그라가스와 노르웨이의 프로스타팅 법률 및 굴라팅 법률에 비춰진 것을 보았을 때, 일반적으로 다른 곳의 여성들보다는 더 많은 자유를 누린 것으로 보인다.
대부분의 자유민 바이킹 여성들은 주부들이었고, 사회에서 여성의 지위는 남편의 지위와 연결되었다. 혼인은 여성에게 어느 정도의 경제적 안정성과 húsfreyja (안주인)라 요약되는 사회적 위치를 주었다. 노르드의 법률들에선 '가정 내'에 대한 주부들의 권위를 보장해주었다. 주부는 일부 활동들에 대해선 남편과 공유하기는 했지만 양육뿐만 아니라 농장의 자원 관리, 사업 결정에도 중요한 역할을 지녔다.
maer와 mey라고 가리켜지는 20세 이후의 미혼 여성은 법률상 성년에 도달했고 거주 선택의 권한이 있었으며 법 앞에 독립적인 인물로 여겨졌다. 혼인이 일반적으로 가족들끼리 주선되기에, 그녀의 독립성에 대한 예외는 남편을 고를 권한이었다. 신랑측은 신부값 (mundr)을 신부의 가족에 지불했을 것이고, 신부측은 혼수로 결혼 생활 때 재산들을 가져왔다. 결혼한 여성은 남편과 이혼하고 재혼하는 것이 가능했었다.
축첩은 바이킹 사회의 일부였고, 따라서 여성들은 혼인없이 남성과 같이 살고 그와 아이를 가질 수 있었으며, 이런 여성들을  frilla라고 불렀다. 일반적으로 이들은 아내를 둔 부유하고 강력한 권력자들의 정부일 것이다. 만약 정부들이 자신의 가정에서 거주할 경우 아내들은 이들에 대한 권한을 지녔다. 고위 사회 신분을 지닌 자와 이들 간의 관계를 통해, 정부와 정부의 가족은 사회적으로 출세할 수 있었으며, 그럼에도 이들의 지위는 아내의 지위보다는 덜 안정적이었다. 혼전 중과 혼전 밖에서 태어난 아이들 사이에 분명한 차이는 없었고, 둘의 경우 모두 부모한테 재산을 물려받을 권한을 지녔으며, "적출자" 혹은 "서출자"라는 것이 없었다. 그러나, 혼전 중에 태어난 자녀가 혼전 밖에 태어난 자녀보다 상속 권한이 더 많았다.
아내는 남편이 사망하면 남편의 재산 일부를 상속할 권리가 있었고, 미망인들은 결혼전 여성들과 동일한 독립 신분을 누렸다. odalkvinna라고 하는 부계의 고모, 조카딸, 손녀 들 모두 죽은 이들한테 재산을 물려받을 권한이 있었다. 남편, 아들 또는 남자 친척이 없는 여성은 아버지나 형제가 사망하면 재산뿐만 아니라 가주의 자리도 상속할 수 있었다. 이런 여성을 Baugrygr라고 했고, 결혼할 때까지 가주에게 주어지는 모든 권한들을 누리고, 결혼 후에는 이 권한들은 남편에게 전해진다.
여성들은 종교적 권위를 가졌고 성직자 (gydja) 및 사제 (sejdkvinna)들로 활동했었다. 이들은 시인 (스칼데르)과 룬마스터로서 예술 분야에서, 그리고 상인 및 약사로도 활동했다. 직물 제조업에 종사했던 여성 기업가가 있었을 수도 있다. 여성들은 군사 직무 내에서 활동했을 수 있었지도 모르며, 방패처녀의 관한 이야기는 확인되지는 않았으나,  비르카 바이킹 여전사 같은 고고학적 발견들이 최소한 병권에 일부 여성이 존재했다는 것을 나타내는 것일지도 모른다. 이러한 바이킹 여성들의 자유들은 기독교의 전래 이후 점차 사라졌고, 13세기 말부터는, 이들의 자유분방함은 더 이상 언급되지 않는다.
바이킹 시대의 매장지 발굴들은 이 시대 여성들이 거의 35세를 훌쩍 넘기며, 이전 시대 여성들과 비교했을 때 더 오래 살았음을 나타냈다.  바이킹 시대 이전의 스칸디나비아의 여성 무덤들에선 20세에서 35세 여성들의 유해가 많은 비율을 차지했는데, 아마 출산의 합병증으로 인한 것으로 보인다.

#### 농업과 요리
사가들은 바이킹들의 식단과 요리에 대하여 전하지만, 오물통, 패총, 음식물 쓰레기 더미 같은 직접적 증거물도 귀중한 가치와 중요성을 입증하고 있다. 요크의 쿠퍼게이트 오물통에서 나온 덜 소화된 식물들은 이러한 분야에서 많은 정보를 제공한다. 전반적으로, 고고학자들과 고고식물학자들 간의 협업인 고고학적-식물학 연구들이 최근 몇 십 년간 점차 이뤄지고 있다. 이 새로운 접근 방식은 바이킹들의 농업 및 원예 방식과 이들의 음식들을 밝히고 있다.

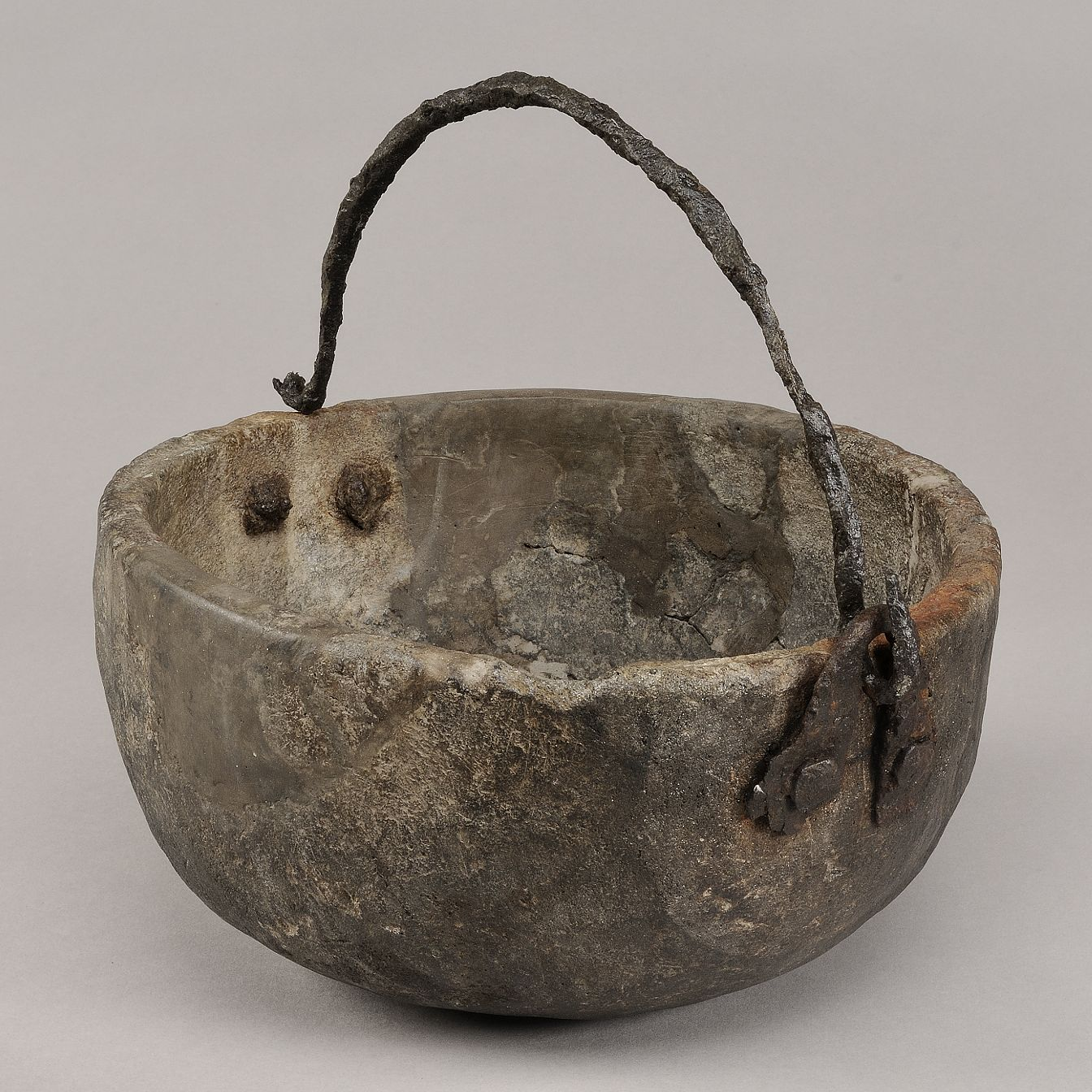
부분적으로 복원된 바이킹 시대의 활석으로 된 단지. 스웨덴의 비르카에서 출토.

다양한 자료의 혼합된 정보들은 다양한 요리와 재료들을 나타낸다. 염지나 훈제되거나 유청 처리 보존된 고기, 소시지, 삶거나 튀긴 날고기 조각 등 모든 종류의 식육제품들이 조리되고 섭취되었다. 풍부한 해산물, 빵, 포리지, 유제품, 채소, 과일, 베리류, 견과류 등이 있었다. 주류에는 맥주, 봉밀주, 뵤르 (독한 과일주) 등이 있었고, 부유층들에겐 수입된 포도주도 제공되었다.
아이슬란드 말, 아이슬란드 소, 다량의 양 품종, 덴마크 닭, 덴마크 거위 등을 포함한 특정 가축들은 바이킹들에게 전형적이고 고유의 것이었다. 요크의 바이킹들은 소량의 말고기와 함께 주로 소고기, 다자란 양고기, 돼지고기를 섭취했다. 대부분의 소와 말의 뼈들이 골수를 뽑아내기 위해 세로로 쪼개진 채 발견되었다. 양고기와 돼지고기는 다리와 어깨 관절 부위가 조각으로 잘렸다. 주택 바닥에 돼지 두개골과 발뼈의 빈번한 잔해들은 돼지 머리 고기와 족발도 인기 있었음을 나타낸다. 닭들은 고기와 계란을 위해 길러졌고, 검은뇌조, 검은가슴물떼새, 야생 오리 및 거위 같은 엽조들의 뼈도 발견되기도 한다.
해산물 역시도 중요한 식품이었고, 일부 장소들에선 육류보다도 훨씬 중요했다. 고래와 바다코끼리는 노르웨이와 북대서양 지역의 북서쪽에서 식량을 목적으로 사냥되었고, 물범들은 거의 모든 곳들에서 사냥되었다. 굴, 홍합,  새우 등이 대량으로 섭취됐고 대구와 연어가 인기 있는 생선이었다. 남쪽 지역에선, 청어 역시도 중요한 식품이었다.
동물의 젖과 우락유는 요리 재료와 음료로서 인기 있었으나, 농장에서조차도 항상 이용할 수 있는 것은 아니었다. 지역마다 우선 순위가 달랐던, 동물의 젖은 소, 염소, 양에서 얻었고, 스키르 또는 수르미엘크 같은 발효유 제품들도 버터 및 치즈뿐만 아니라 제작되었다.
음식들은 종종 소금이 쳐지거나, 일부는 후추 같은 수입품, 반면에는 허브 농장이나 야생에서 수확한 향신료들이 더해졌다. 토착종 향신료에는 Oseberg ship burial에서 증명된 캐러웨이, 겨자, 호스래디시 혹은 요크의 코퍼게이트 오물통에서 발견된 딜, 코리앤더, 야생 셀러리 등이 있다. 타임, 두송자, 늪 도금양, 얘로, 루, 다닥냉이들도 사용되었고 허브 농장에서 재배되었다.

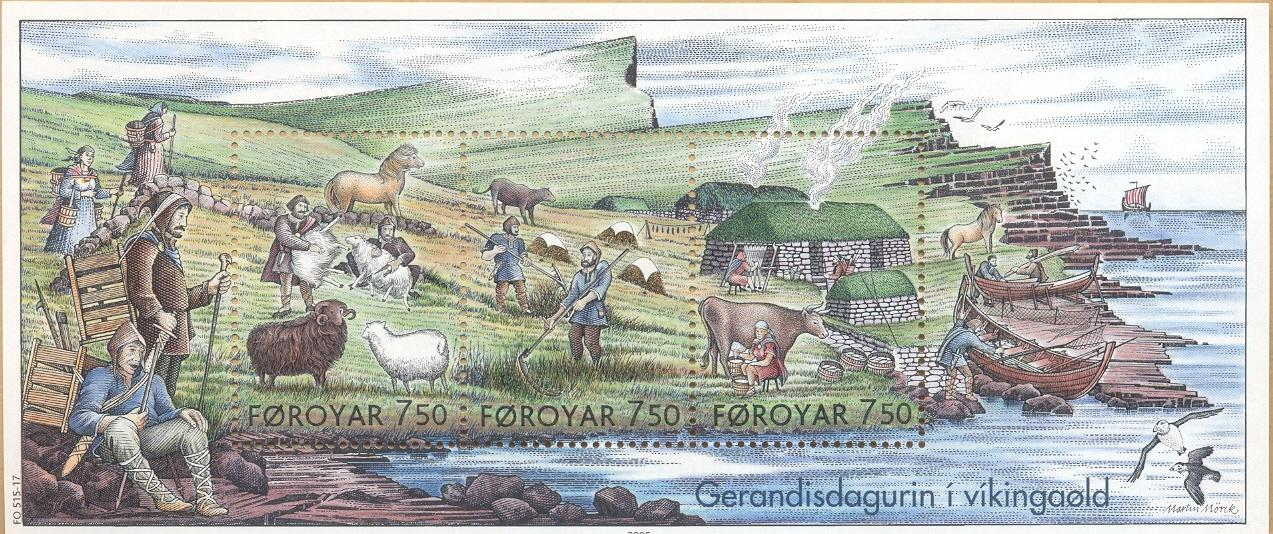
바이킹 시대의 일상

바이킹들은  과실과 견과류들을 비축하고 먹었다. 사과 (야생 꽃 사과류), 서양자두, 체리 등은 로즈힙, 라즈베리, 야생 딸기, 블랙베리, 엘더베리, 로완, 산사나무 및 다양한 야생 베리들처럼 바이킹 지역들에 특화된 이들의 식단의 일부였다. 헤이즐넛은 일반적으로 바이킹 식단의 중요한 부분이었고 대량의 호두 껍데기들이 헤더퓌 같은 도시들에서 발견되고 있다. 호두 껍데기는 염료로 쓰였고, 견과류들도 섭취했을 것이라 여겨진다.
부식토판자 쟁기의 발명과 도입은 초기 바이킹 시대의 스칸디나비아 농업에 혁명을 일으켰고 심지어는 메마른 토지에서도 농업을 가능케 하였다. 리베에선, 8세기 때의 호밀, 보리, 귀리, 밀 등의 곡물이 발견되고 확인되었으며, 국지적으로 경작되었다고 여겨진다. 곡물들과 소맥분은 포리지를 만드는 데 사용되었고, 일부는 우유와 같이 요리됐고, 몇몇은 과일과 같이 조리됐고 꿀에 절여졌으며, 또한 다양한 형태의 빵을 만드는 데 사용되었다. 스웨덴의 비르카에서 나온 빵의 잔해들은 주로 보리와 밀로 만들어졌다. 노르드인들이 빵을 발효시켰는지는 확실치 않지만, 노르드인들의 오븐과 제빵 기구들은 그들이 발효를 했음을 알려준다. 아마는 바이킹들에게 중요한 작물이었는데, 기름 추출, 식용 용도 및 무엇보다도  리넨 제작에 사용되었다. 바이킹 시대의 것으로 알려진 모든 직물의 40% 이상이 리넨으로 확인되었다. 이 결과는 리넨이 예시로 양모와 비교했을 때 보존되기가 어려웠기에 실제 비율은 훨씬 높았을 것임을 나타낸다.
바이킹 일반인들의 음식 품질은 항상 현저하게 높지는 않았다. 쿠퍼게이트에 대한 연구에서 요크의 바이킹들이 아마도 밀과 호밀로 된 통밀 가루로 빵을 만들었으나 보리도 포함되어 있음을 보여주었다. 선옹초가 빵을 검은색으로 만들었을 것이지만, 독성이 있어서, 선옹초로 색을 낸 이 빵을 먹은 사람들은 앓게 되었을 것이다.  당근, 파스닙, 배추 종자들이 발견되기도 했으나, 이것들은 맛이 좋지 못했고 하얀 당근과 배추에서 쓴 맛이 나는 경향이 있었다. 바이킹 시대에 종종 사용된 맷돌은 밀가루에 자그만한 돌 조각들을 남겼는데 (주로 현무암), 이것들은 음식을 섭취할 때 치아를 손상시켰다. 이 현상은 이 시기의  유골들에서 찾아볼 수 있다.

#### 스포츠
스포츠는 바이킹들 사이에서 널리 행해지고 권장되었다. 무기를 다루고 전투 기술을 향상하는 스포츠들이 인기있었다. 여기에는 창과 돌 던지기, 레슬링 (글리마 참조)을 통한 근력 강화 및 테스트, 주먹 싸움, 스톤 리프팅 등이 있었다. 산간 지역에선, 등산이 스포츠처럼 행해졌다. 민첩함과 침착성이 스포츠에서 뜀걸음과 점프로 형성되고 시험받았으며, 배가 나아가는 동안에, 배의 난간 밖의 노에서 노로 뛰어다니는 스포츠에 대한 언급이 있기도 하다. 수영은 인기있는 스포츠였고 스노리 스투를루손은 다이빙, 장거리 수영, 두 명의 사람이 서로를 물에 빠트리려고 하는 경기 등 세 가지 유형 수영에 관해서 묘사한 바 있다. 아이들은 종종 훈련의 일종으로 이 수영을 했고 여성들도 수영한 인물들로 언급되지만, 여성들이 대회에도 참여했는지는 확실치 않다. 올라프 트뤼그바손 왕은 등산과 노 뛰어넘기의 달인으로 칭송받았고, 나이프 저글링 기술이 꽤나 뛰어났다고 전해진다.
스키와 아이스 스케이트는 바이킹들의 주요 겨울철 스포츠였으며, 스키는 겨울철과 북쪽의 추운 지역들에서는 일상에서 운송 수단 용도로 사용되기도 하였다.
투마(鬥馬)는 스포츠로서 행해졌지만, 규칙은 불분명하고, 울타리가 처진 암말의 냄새와 시야가 보이는 가운데 숫말 두 마리를 서로 싸우게 한 것처럼 보인다. 규칙이 무엇이든 간에, 이 싸움은 숫말 한 마리의 죽음으로 자주 이어졌다.
아이슬란드 사료들은 크나틀레이크르이라는 스포츠를 언급한다. 하키에 유사한 구기 스포츠인, 크나틀레이크르는 막대와 작고 단단한 공을 갖고 하고 보통 매끈한 얼음판에서 경기를 했다. 규칙은 알려져 있지 않고, 어른과 아이들 모두에서 인기있었지만 종종 부상으로 이어졌다. 크나틀레이크르는 아이슬란드에서만 행해진 걸로 보이며, 투마가 그랬듯이 많은 구경꾼들을 불러들였다.
스포츠로서 사냥은 사냥이 중요한 직업으로 여겨지지 않은 덴마크에 한정되었다. 새, 사슴, 산토끼, 여우 들이 활과 창으로, 시간이 흘러선 쇠뇌로 사냥되었다. 사냥하는 방식은 조용히 추적하기, 덫 설치, 개 무리를 데리고 사냥하는 par force가 있었다.

## 무기와 군사

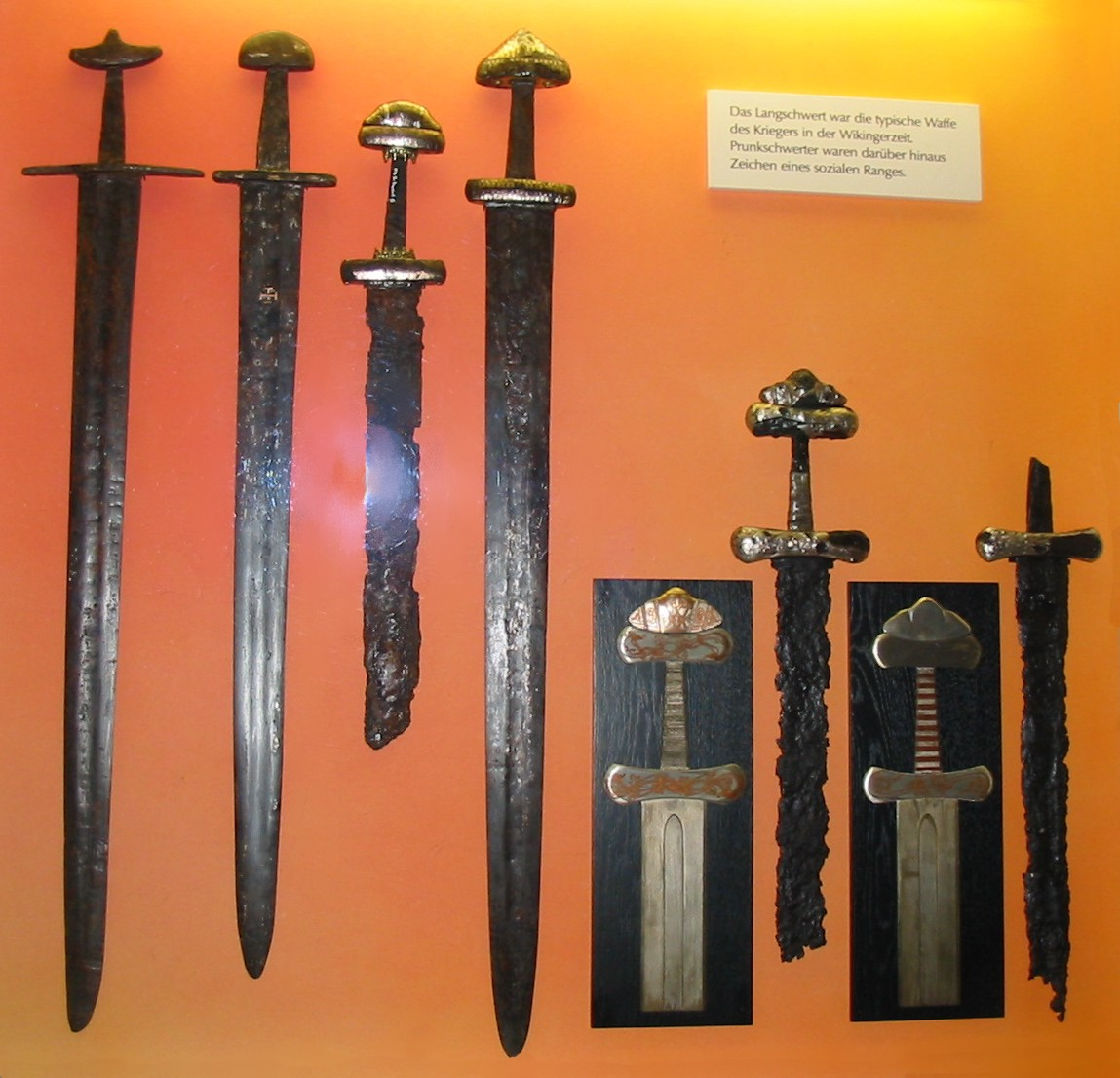
바이킹 도검

바이킹 시대 무기와 갑주에 관한 지식은 고고학적 유물들, 회화적 묘사들, 13세기에 기록된 노르드 사가 및 노르드 법률들에서 어느정도의 기록들을 기반으로 한다. 관습에 따르면, 모든 자유민 노르드인 남성들을 각자의 무기를 갖출 것을 요구했고, 언제나 무기들을 소지하는 것이 허용되었다고 한다. 이 무기들은 바이킹들의 사회적 신분을 나타냈으며 예시로 부유한 바이킹은 투구, 방패, 사슬 갑옷, 검이라는 완전한 조합을 갖추었다. 그러나 검은 전장에서 거의 사용되지 않았으며, 아마도 교전 용도로는 충분히 단단하지 않고, 상징 및 장식용도로 대부분이 사용되었을 것이다.
전형적인 bóndi (자유민)은 창과 방패를 갖고 싸웠을 것이며, 또한 대부분이 날이 한쪽에 달린 다용도 짧은 칼인 색스를 휴대했다. 활은 개활지에서 육상 전투 및 해상 전투에서 사용되었지만, 근접 무기들보다는 덜 "영예로운" 무기로 여겨지는 경향이 있었다. 바이킹들은 이 당시에 도끼를 주된 전투용 무기로 사용하는 데 상대적으로 익숙하지 않았다. 크누트 대왕의 정예 수호병(이후 해럴드 2세의 정예 수호병)들인 허스칼은 쉽게 방패 혹은 철제 투구를 쪼갤 수 있었던 양손 도끼로 무장했다.
바이킹들의 전투 및 폭력성은 전쟁과 죽음의 신인 토르와 오딘에 초점이 맞쳐진, 노르드 신앙에 대한 이들의 믿음에서 자주 작용되었다. 전투 시에, 이따금 바이킹들이 베르세르케르강이라 알려진, 광적이고 분노에 찬 무질서한 방식으로 교전하였고, 이런 방식이 이들을 베르세르크라고 되게 했다고 여겨진다. 이러한 전술은 전세계적으로 충격 부대로서 사용되었으며, 베르세르크 상태는 환각 성분의 버섯인 광대버섯, 혹은 다량의 술 같은 신경정신성을 띠는 물질을 섭취하여 유도되었을 것으로 보인다.

## 무역

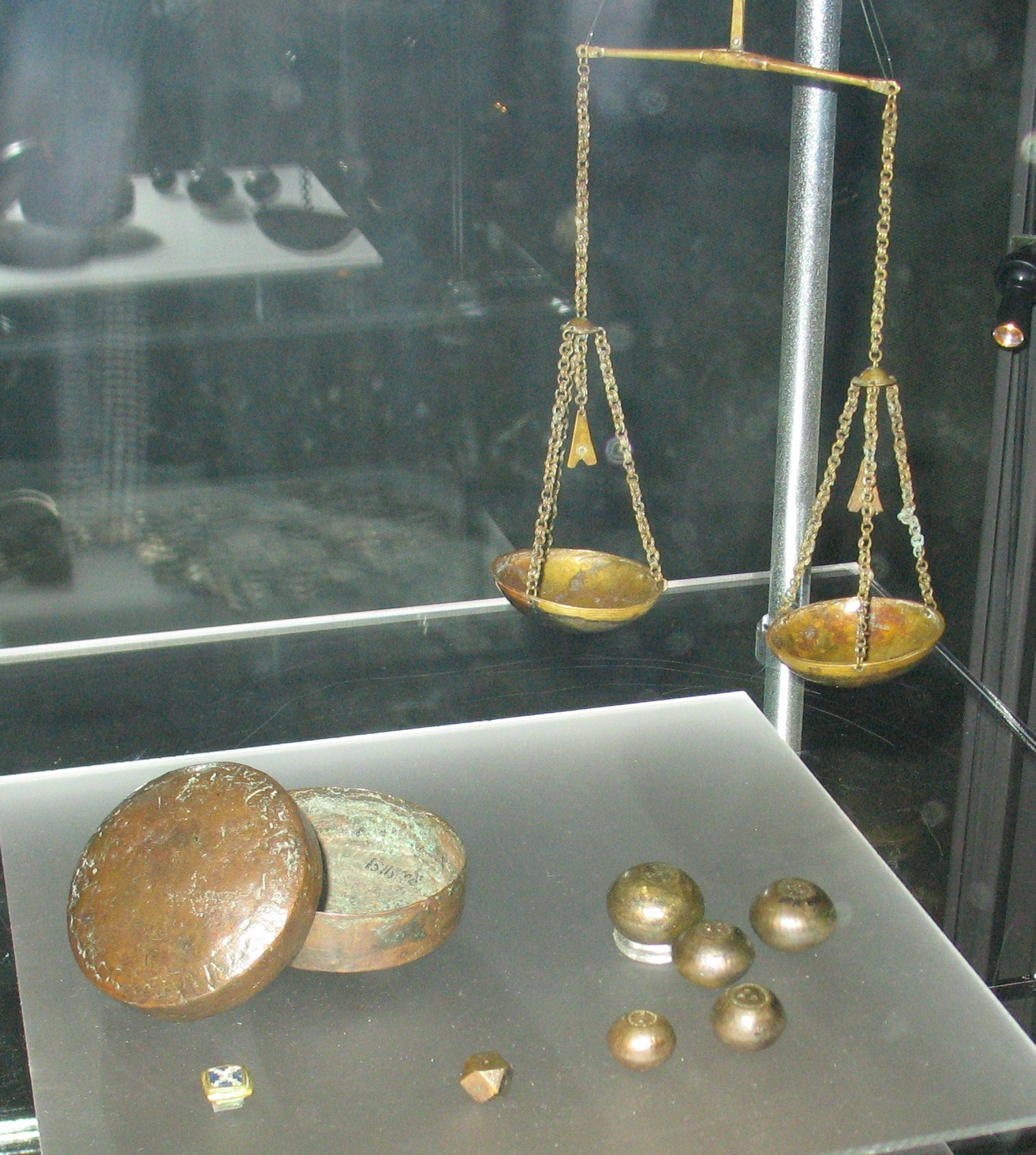
은 및 이따금씩 금을 측정하는 데 사용된, 바이킹 교역자들의 저울과 도량형들 (스웨덴의 시그투나함(函)에서 나온 것)

바이킹들은 그들이 알고 있던 세계 모든 곳에 거대한 교역망을 구축하고 이용했으며, 유럽 및 스칸디나비아의 경제 발전에 깊은 영향을 미쳤다.
리베, 헤더피 같은 주요한 교역 중심지들을 제외하면, 바이킹 세계에선 주화 사용에 익숙지 않았고, 이른바 금은괴 경제라고 하는 귀금속의 무게를 기반으로 하였다. 은은 이 경제 체계에서 가장 흔한 귀금속이었으며, 그럼에도 금 역시도 어느정도 사용되기는 했다. 은은 막대 혹은 주괴 모양뿐만 아니라 보석류 및 장신구의 형태로도 유통되었다. 바이킹 시대의 막대한 양의 은 비축물들이 스칸디나비아와 바이킹들이 정착했던 지역들에서 발견되고 있다. 교역자들은 무게를 정확하게 축정케 하는, 작은 저울들을 휴대했으며, 이에 따라 일정한 주화가 없어도, 무역과 교환에 있어서 매우 정확한 체계를 구축할 수 있었다.

### 상품
잘 정돈된 교역은 대량의 일반적 상품들에서 이국적인 사치품들까지, 모든 품목들을 다뤘다. knarr의 경우 같은, 바이킹 배의 구조들은 바이킹들의 상인으로서 성공을 거두는 데 중요한 요소였다. 다른 문화권에서 수입된 상품들에는 다음과 같은 경우가 있었다:
- 향신료: 향신료들은 러시아에서 바이킹 교역상들과 만난 중국과 페르시아 교역상들한테서 얻었다. 바이킹들은 캐러웨이, 타임, 호스래디시, 겨자 같은 토착 향신료와 허브들을 사용했지만[116] 시나몬을 수입하기도 했다.
- 유리: 노르드인들은 유리를 비싼 값으로 쳐주었다. 수입된 유리들은 장식 용도로 구슬로 자주 만들어졌고 이 구슬들은 수 천개씩 발견되고 있다. 스카니아의 오후스 및 오래된 상업 도시인 리베는 유리 구슬 제작의 중심지였다.[117][118][119]
- 비단: 비단은 콘스탄티노폴리스 (현재 이스탄불)와 중국에서 얻은 아주 귀중한 교역품이었다. 이 시기 많은 유럽 문화권들에서 비단에 대해 높은 값을 쳐주었고 바이킹들은 비단을 부와 고귀함이라는 지위를 나타내는 데 사용했다. 스칸디나비아의 많은 고고학적 발견지에선 비단을 포함하고 있다.[120][121][122]

- 포도주: 포도주는 부유층의 음료로, 프랑스와 독일에서 수입되었다.

이 값비싼 수입품들에 맞서기 위해, 바이킹들은 많은 종류의 상품들을 수출했고, 이 상품들에 대해선 다음의 경우가 있었다:

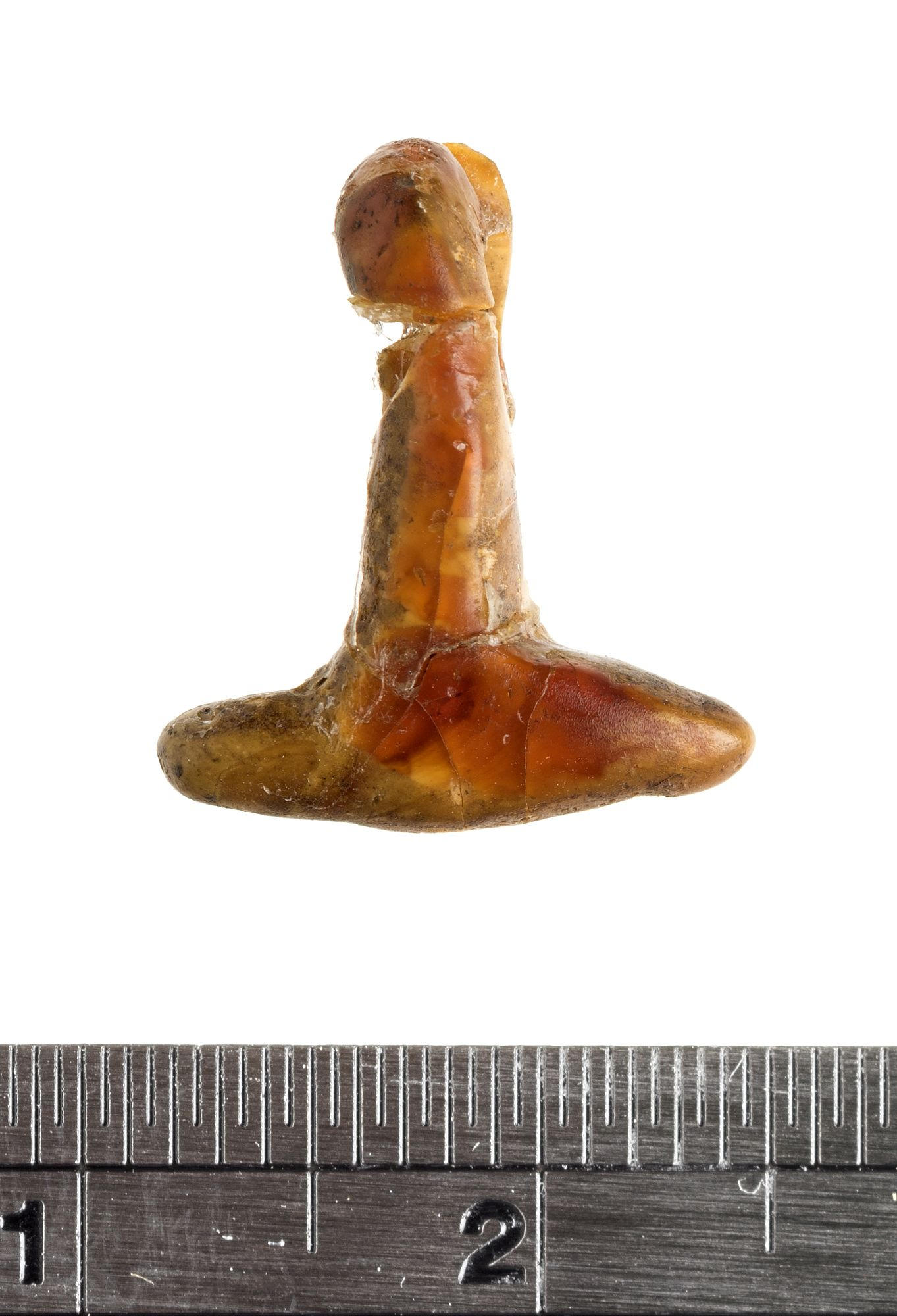
호박으로 만들어진 토르의 망치, 묠니르 (스웨덴에서 출토)

- 호박: 송진이 화석화된 물질인 호박은 북해와 발트해의 해안가에서 자주 발견되었다. 교역 이전에는 구슬과 장신구 역할을 했다 (호박길 참고).
- 모피: 모피 역시도 온기를 제공했기에 수출되었다. 수출된 모피들에는 담비, 여우, 곰, 수달, 비버 등이 있었다.
- 직물 및 양모: 바이킹들은 뛰어난 방적공 및 직공들이었으며 고품질의 양모로 된 옷감들을 수출했다.
- 다운: 새의 솜털은 채집되어 수출되었다. 노르웨이 서부 해안가는 아이더다운을 공급했고 때로는 사미인들에게서 사오기도 했다. 다운은 침구류와 누비된 의류에 사용되었다. 가파른 경사와 낭떠러지에서 폴링하는 일은 위험한 작업이었고 종종 죽음을 초래하였다.[123]
- 노예: 노예는 고대 노르드어로 스랄이라고 알려져 있다. 바이킹들은 약탈 시에, 수도사들 및 성직자들에서 많은 이들을 생포했다. 이따금씩 바이킹들은 은을 대가로 아랍 상인들에게 노예를 팔았다고 한다.

다른 수출품들에는 무기류, 바다코끼리 이빨, 왁스, 소금, 대구가 있었다. 좀더 이국적인 수출품 중에 하나로, 사냥용 새들이 10세기부터 가끔식 노르웨이에서 유럽 귀족 계층들에게 공급되었다.
이 교역품들에서 상당수는 동석 및 숫돌과 사실상 마찬가지로 바이킹 세계 내 자체에서 교역되기도 했다. 동석은 아이슬란드와 유틀란드에 사는 노르드인들과 교역되었는데, 이들은 동석을 도기류 목적으로 사용했다. 숫돌은 교역되고 무기류, 장비 및 날붙이들을 날카롭게 하는 데 사용되었다. 리베와 주변 지역들에선 서기 720년경으로 거슬러 올라가는 유틀란드의 가축들에 대한 대규모 중세 교역의 흔적들이 존재한다 (소의 길). 이 교역은 바이킹들의 가죽과 육류에 대한 어느정도 욕구 및 유럽 본토에서 양피지 생산을 위한 피혁을 만족시켜 주었을 것이다. 양털은 추운 스칸디나비아와 북유럽의 기후 및 항해를 위한 따뜻한 의복을 생산하기 위한 바이킹들의 토착 상품으로서 아주 중요했다. 실험 고고학으로 확인되었듯이 바이킹 배들의 항해에선 많은 양의 양모들이 필요했다. 스칸디나비아에는 잘 정돈된 직물 제작물들에 대한 고고학적 증거들이 존재하며, 초기 철기 시대만큼 뒤로 거슬러 올라간다. 커다란 도시들의 공예가들 먼 북쪽에서 대규모의 순록 덫을 통한 조직적인 사냥 활동에서 가지진 뿔을 공급받았다. 이 뿔들은 빗 같은 일상 가구들을 만드는 데 자연적인 재료로써 사용됐다.

## 같이 보기
- 바이킹 시대
- 북유럽 신화
- 노르드 문학
- 노르드 시
- 헤데뷔(Hedeby)
- 아담 폰 브레멘
- 레이당(Leidang)
- 비르칼족(Birkarl)
- 사미인(라프족)
- 바랑기아인
- 루스인